# Alimos
Alimos (griechisch Άλιμος (m. sg.), auch Kalamaki Καλαμάκι (n. sg.)) ist eine Gemeinde und ein südlicher Vorort der griechischen Hauptstadt Athen an der Küste des Saronischen Golfs, einige Kilometer südwestlich des Ymittos.

## Geografie
Alimos befindet sich rund acht Kilometer südlich des Athener Zentrums. Es verfügt im eigentlichen Kalamaki über einen etwa 2,5 Kilometer langen Küstenabschnitt am Saronischen Golf zwischen der Mündung des Baches Pikrodafni nördlich und dem felsigen Kap Agios Kosmas im Süden. Nördlich grenzt das Gemeindegebiet an Paleo Faliro, südliche Nachbargemeinde ist Elliniko-Argyroupoli, wo das Gelände des ehemaligen Flughafens Athen-Elliniko bzw. heute der Elliniko Olympic Complex direkt anschließt. Die Gemeinde erstreckt sich rund drei Kilometer östlich ins Landesinnere bis zum Stadtteil Trachones und reicht hier bis an den Vouliagmeni-Boulevard heran, wo das Stadtgebiet in Ilioupoli übergeht. Nördliche Nachbargemeinde in Richtung Athener Zentrum ist Agios Dimitrios.
Das Gelände Alimos’ ist flach und steigt nur allmählich nach Osten an. Einzige Erhebung ist der kleine Pani-Hügel (gr. lofos Pani λόφος Πανί, nach Pan), der knapp 100 Meter Höhe erreicht. Auf dessen Spitze gab es im Zweiten Weltkrieg eine große Geschützstellung zur Verteidigung des alten Athener Flughafens, von der noch Reste erkennbar sind.
Stadtviertel sind Ambelakia, Anapiron, Kalamaki, Ano Kalamaki, Ekteloniston, Eforiakon, Kefallinon, Kythirion (Tsirigotika), Lofos Pani und Trachones in der Gegend des Vouliagmeni-Boulevards.
Alimos gehört zu den vergleichsweise teuren Gemeinden Attikas. Die Immobilienpreise lagen 2007 zwischen 1.500 und 2.850 Euro pro Quadratmeter. Die erstklassige Lage am Meer und sein angesehener Name machen es zu einem bevorzugten Sommerquartier der Athener.

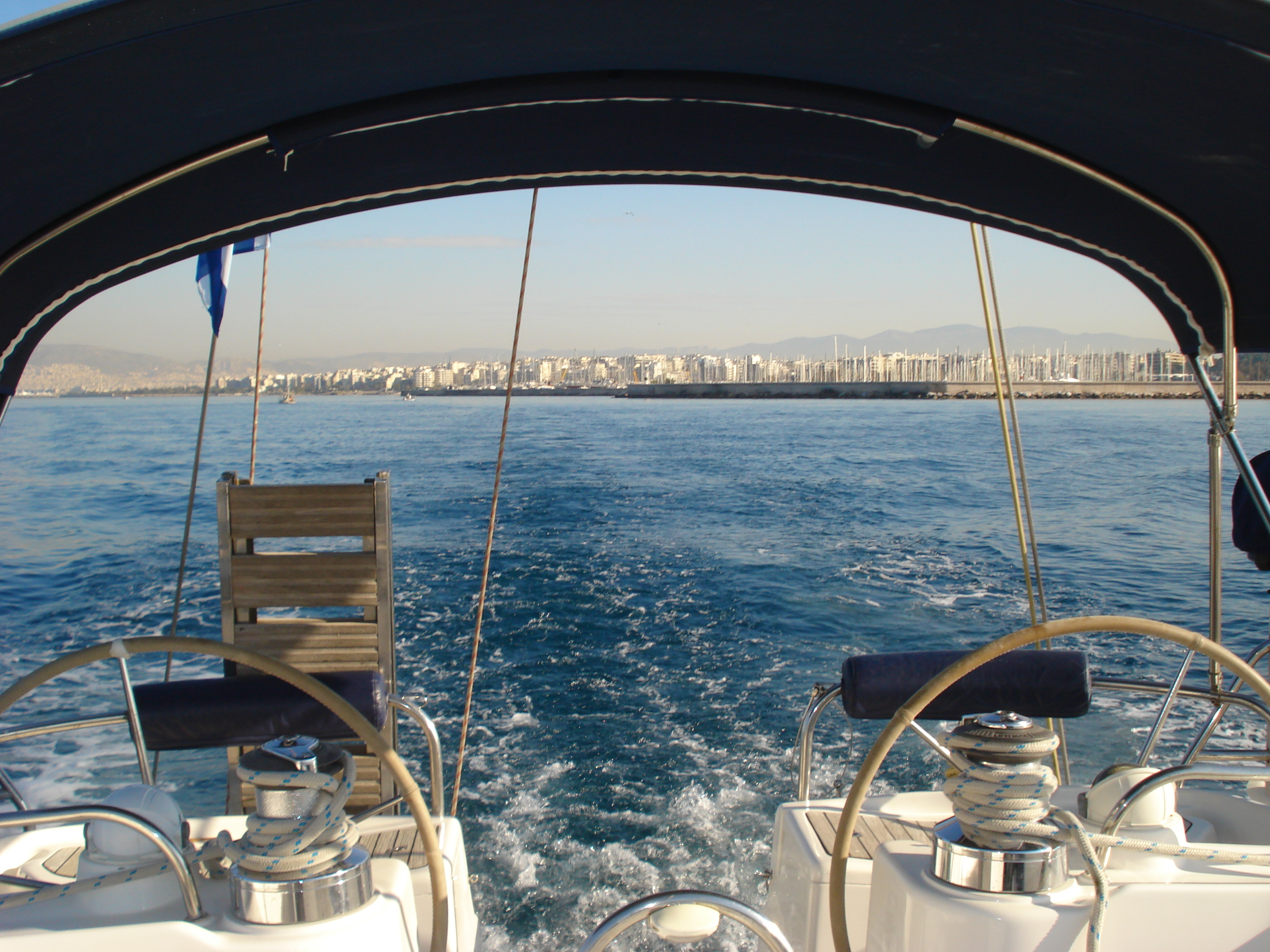
Kalamaki vom Meer aus
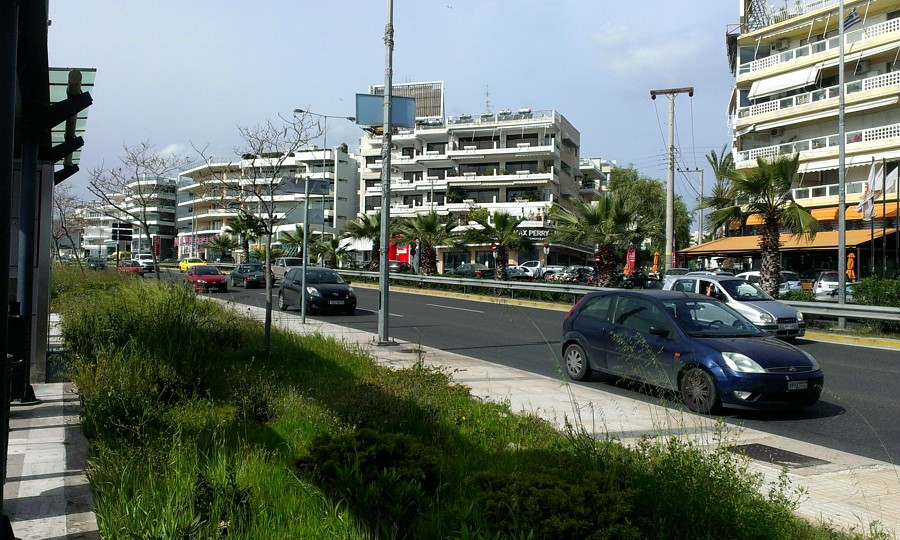
Straßenbild
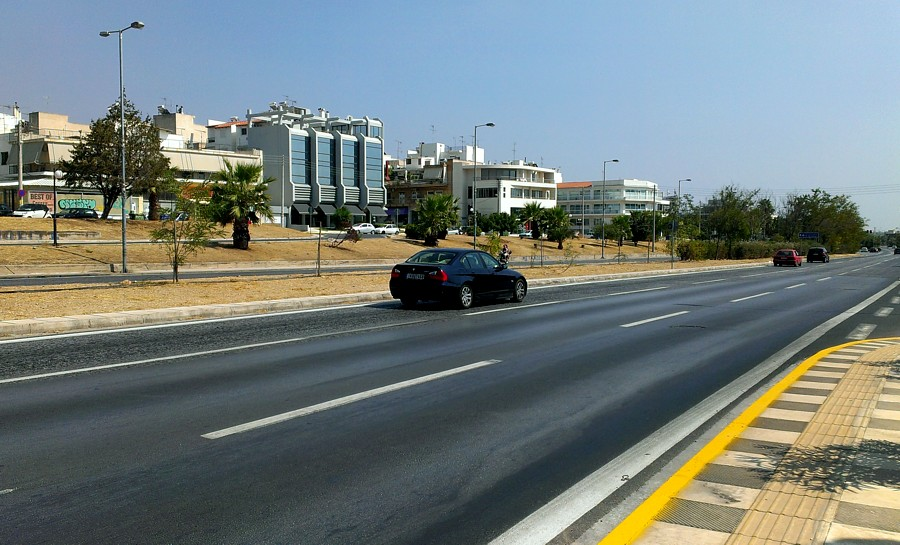
Der Leoforio Vouliagmenis in Alimos

## Geschichte
Das Gebiet Alimos’ war nachweislich bereits in der Jungsteinzeit besiedelt. Die Funde in einer bronzezeitlichen Siedlung aus der Zeit um 2300 v. Chr. lassen den Schluss zu, dass das die Siedler von den Kykladen kamen und hier Obsidian aus Milos bearbeiteten und damit handelten. Diese Siedlung wuchs am antiken Kap Kolias (dem heutigen Agios Kosmas) zu einem Fischer- und Bauernort heran, der das Gebiet bis zur heutigen Ostgrenze der Gemeinde bewirtschaftete, wo später das Territorium des Demos Euonymon begann. Diese Siedlung wurde um 2000 v. Chr. zerstört. Erst rund sechs Jahrhunderte später datiert eine zweite Siedlung der Mykenischen Kultur, die vom Fischfang und der Verwertung von Purpurschnecken lebte, möglicherweise durch eine Verteidigungsmauer am Kap Kolias befestigt war und 1100 v. Chr. wieder unterging.

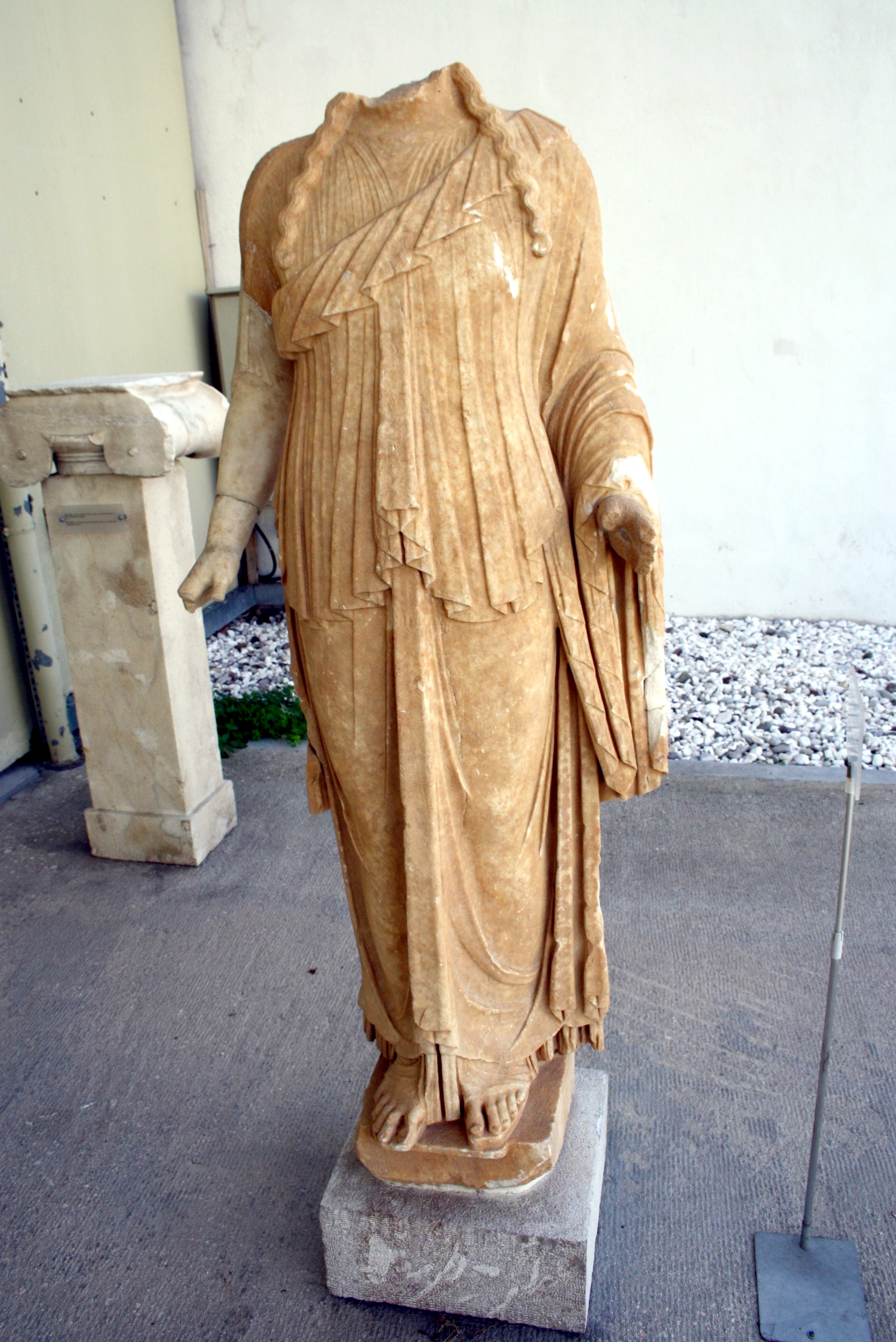
Dionysos-Statue aus dem antiken Theater

Etwa 800 v. Chr. wurde der Ort wieder besiedelt. Der Name Kolias findet sich in Quellen aus geschichtlicher Zeit als Standort eines Tempels der koliadischen Aphrodite als Schutzpatronin der Schwangeren, der zu den wichtigen Heiligtümern Attikas gehörte. Bis zur klassischen Antike bildete sich nördlich des Kaps der Demos Halimus (altgriechisch Ἁλιμοῦς) heraus, ein Fischerort, der seinen Namen von der Bezeichnung einer Art Seegras oder Queller ableitete (halima ἅλιμα, dies zu halimos ἅλιμος ‚zum Meer gehörig‘). Halimus gehörte zur attischen Phyle Leontis. In der Mitte der modernen Gemeinde landeinwärts befinden sich die Reste eines kleinen Theaters mit quadratischer Orchestra. Das antike Halimus ist als Geburtsort von Thukydides überliefert, dessen Porträt auch das moderne Gemeindelogo ziert. Das antike Halimus verfiel in römischer Zeit.
Zeugnisse aus byzantinischer Zeit sind spärlich. Auf dem kleinen Pani-Hügel fand man 1929 Reste einer Kirche aus dem 6. Jahrhundert, die auf eine Siedlung schließen lässt. Wohl im 10. Jahrhundert entstand die Siedlung Trachones in einem felsigen, wenig fruchtbaren Gelände als ärmliches Bauerndorf (griechisch trachys τραχύς bedeutet ‚rau‘). Die Marienkirche der Lebenspendenden Quelle, in deren Vorhof ebenfalls Reste aus dem 6. Jahrhundert gefunden wurden, die selbst aber auf das 11. Jahrhundert zurückgeht, gibt durch ihre Bauweise Hinweise auf Herrscher aus Kleinasien, die Kaiser Basileios II. in Attika installiert haben soll.
Während der osmanischen Zeit gehörte das Gebiet südlich Athens wenigen Großgrundbesitzern, deren Namen als Brachami und Chasani überliefert sind und in den Ortsnamen Brachami (seit 1928 Agios Dimitrios) und Chasani (ab 1920 Komnina, 1942 zu Elliniko) ihren Niederschlag fanden. Nach der Gründung des modernen Griechenland 1830 wurde der Großgrundbesitz parzelliert und gelangte an unterschiedliche Besitzer, darunter ehemalige Kämpfer der Griechischen Revolution, wodurch wieder kleine Siedlungen entstanden. Auch der Politiker und Autor Ioannis Makrygiannis erwarb ein Stück Land einige Kilometer nordöstlich von Agios Kosmas; in dem entsprechenden Kaufvertrag wird der Ort erstmals als Kalamakia in Athen (Καλαμάκια των Αθηνών) erwähnt. Der östliche Teil um Trachones war lange im Besitz des griechischen Marineministeriums. Bei einer Versteigerung erwarb Marinos Geroulanos das Land.
Zunächst wohnten in Kalamaki rund hundert Familien entlang der Küste. Der Ort vergrößerte sich allmählich zu Beginn des 20. Jahrhunderts, vor allem als Feriensiedlung wohlhabender Athener. Es wurde als Landgemeinde Kalamaki (Κοινότητα Καλαμακίου) 1927 eigenständig und aus der Gemeinde Brachami (heute Agios Dimitrios) ausgegliedert. Der Ingenieur Andonios Pizanis fertigte 1928 den ersten Entwurf zur Bebauung der Gemeinde an. 1942 gelangte Kalamaki zu Paleo Faliro, das damit zur Stadtgemeinde wurde, wurde aber 1945 wieder selbständig.
Während der Junta-Zeit wurden 1968 Elliniko und Kalamaki zu einer Stadtgemeinde vereint, die Alimos genannt wurde. Elliniko – und mit ihm das Gebiet des antiken Alimus – konnte angesichts der rasant steigenden Bevölkerungszahlen 1975 wieder eigenständig werden. Seit dieser Zeit besteht Kalamaki als Alimos unverändert, es war von den beiden Kommunalreformen 1997 und 2010 nicht betroffen.

## Sehenswürdigkeiten
Auf dem Gebiet der Gemeinde befindet sich nahe der Marina der Soldatenfriedhof Paleo Faliro aus der Zeit des Zweiten Weltkriegs mit über 2000 Gräbern britischer, kanadischer, neuseeländischer, australischer und südafrikanischer Gefallener sowie der Asche von 74 indischen Soldaten, die in Griechenland starben. Er wird von der Commonwealth War Graves Commission unterhalten.

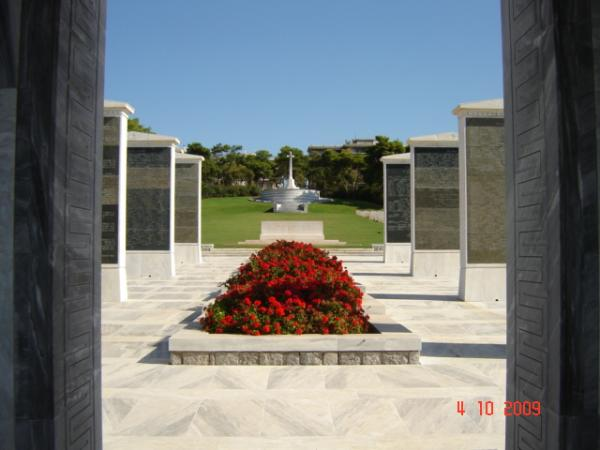
Soldatenfriedhof
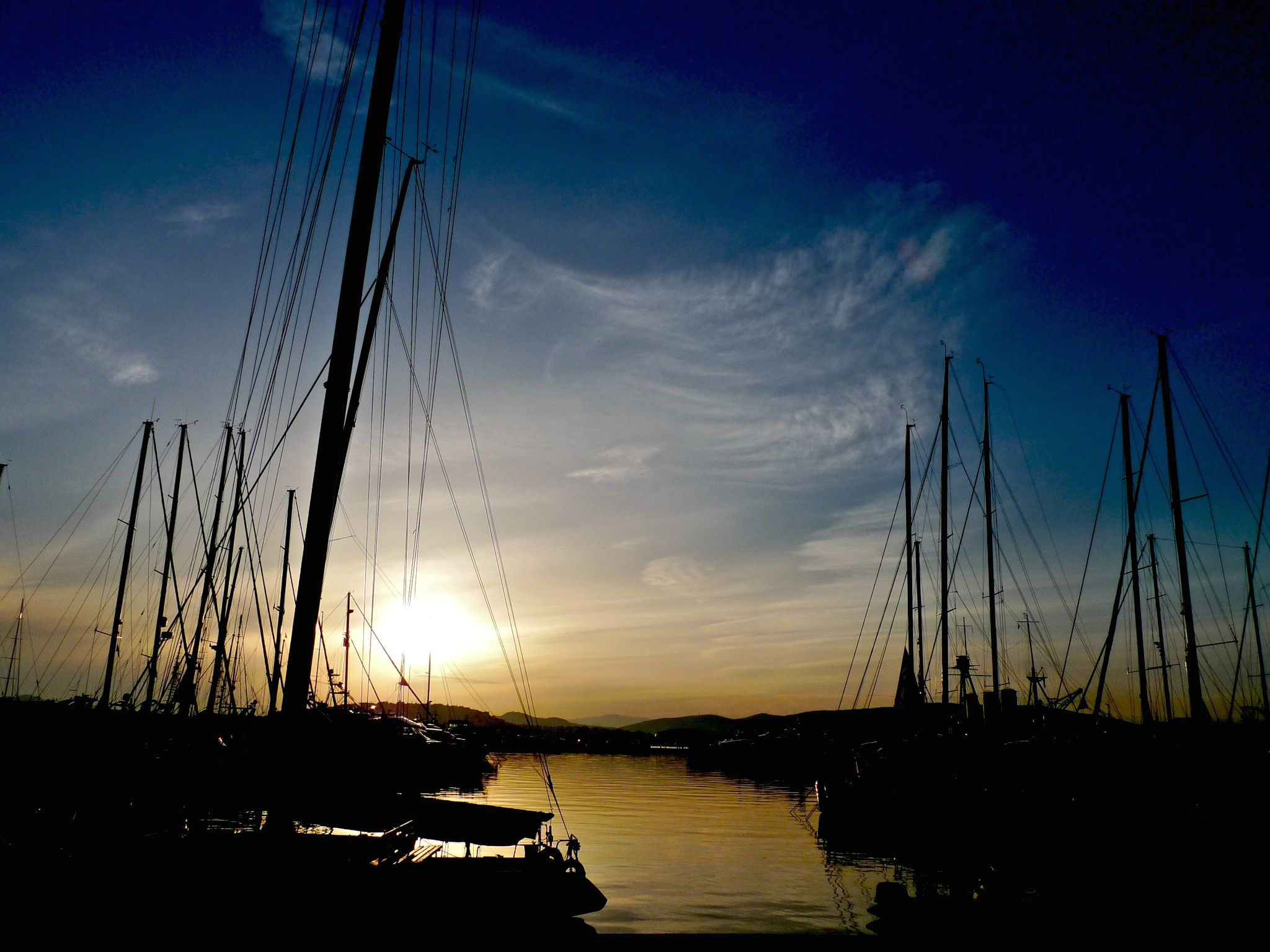
Sonnenuntergang in der Marina
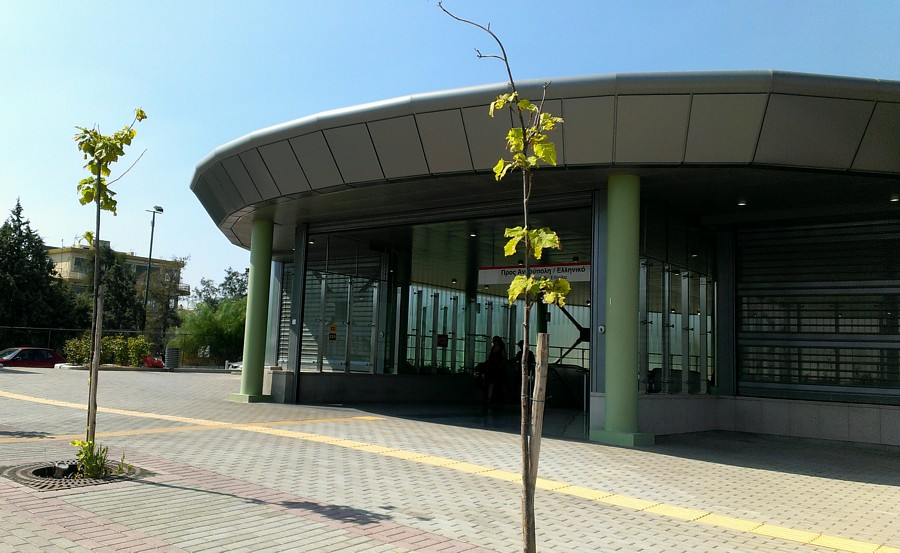
Station der 2013 eröffneten Linie 2 der Metro

## Wirtschaft und Infrastruktur
In Alimos ist durch den Sandstrand und den Yachthafen vor allem der Tourismus bedeutsam. Die Marina von Alimos ist der größte griechische Yachthafen mit Liegeplätzen für rund 1000 Boote, davon 50 Plätze für Boote mit einer Länge über 25 Meter. Angeschlossen ist ein Dienstleistungs-Areal von über 170.000 Quadratmetern  Land. Direkt am Yachthafen befindet sich auch das Schwimmbad der Stadt.
In Alimos sind zahlreiche Sportvereine tätig.
Seit 2004 verkehrt die Küstenlinie der Athener Straßenbahn durch Alimos. Die Linie 2 der Metro Athen wurde 2013 bis Elliniko erweitert und führt am Ostrand der Gemeinde vorbei.

## Persönlichkeiten
Der griechische Ministerpräsident Konstantinos Logothetopoulos (1878–1961) lebte in Kalamaki. Er war als Sekretär eines Landbesitzer-Vereins 1927 an der Gründung der Gemeinde Kalamaki beteiligt und starb auch in der Gemeinde.
Auch der Journalist Giorgos Karaivaz lebte in Alimos und wurde dort im April 2021 vor seinem Haus ermordet.
Die griechische Wasserballspielerin Alexandra Asimaki wuchs in Alimos auf, lebt und arbeitet dort. Sie nahm an zwei Olympischen Sommerspielen teil und gewann 2011 die Wasserball-Weltmeisterschaften sowie die Auszeichnung der besten europäischen Spielerin und der besten Spielerin der Welt.